# Mid Sweden European Office
Mid Sweden European Office (Mid Sweden Office till och med 2011) är en organisation som arbetar för att Jämtlands län och Västernorrlands län ska vara en aktiv och framgångsrik region i Europa.[källa behövs]
Kontoret finns i Bryssel. Huvudmän för verksamheten är Länsstyrelsen i Västernorrlands län, Kommunförbundet Västernorrland, Landstinget Västernorrland, Regionförbundet i Jämtlands län, Länsstyrelsen i Jämtlands län samt Mittuniversitetet.
Mid Sweden Office är ett Europakontor som ska fungera som länk mellan regionen och EU-arenan och fungera som regionens verktyg för bevakning av ett antal prioriterade områden. Kontoret har tre huvuduppgifter: bevakning av politikområden, information och kunskapsspridning samt bevakning av EU:s transnationella och interregionala program.